# برونو لمیچوسکی
برونو لمیچوسکی (بلاروسی: Бруна Лемяшэўскі؛ زادهٔ ۳ مارس ۱۹۹۴) بازیکن فوتبال اهل اروگوئه است.
از باشگاه‌هایی که در آن بازی کرده‌است می‌توان به باشگاه فوتبال آتلانتاس اشاره کرد.